# 伊斯克拉斯塔利足球俱樂部
伊斯克拉斯塔利足球俱樂部（FC Iskra-Stal Rîbniţa）是摩爾多瓦的一家足球俱樂部。目前參加摩爾多瓦國家聯賽的賽事。

## 外部連結
- （俄文） Official website （页面存档备份，存于）
- （罗马尼亚文） Profile  at DiviziaNationala.com
- （英文） Statistics （页面存档备份，存于） at Sports.md